# Luigi Cascioli

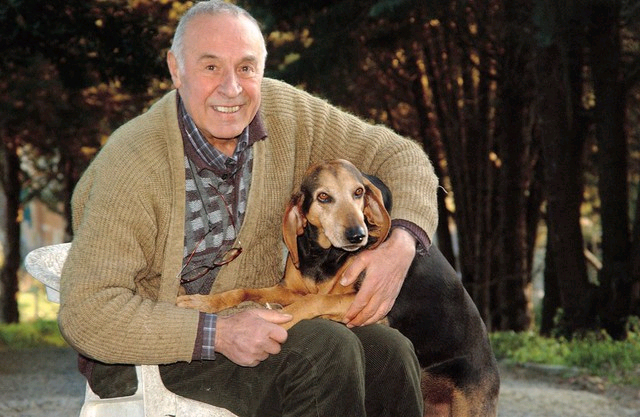
Luigi Cascioli

Luigi Cascioli (* 16. Februar 1934 in Bagnoregio; † 15. März 2010 in Roccalvecce di Viterbo) war ein ehemaliger Katholik, der sich  als atheistischer Bürgerrechtler und Schriftsteller in Italien betätigte.

## Thesen
Cascioli geht in seinem Buch La favola di Cristo („Die Fabel von Christus“) davon aus, dass Jesus nie existiert habe, sondern eine fiktive Version des antirömischen jüdischen Aufrührers Johannes von Gamala sei. 2002 wurde von einem Priester namens Enrico Righi eine Kritik an Cascioli veröffentlicht, auf die Cascioli mit einem Gerichtsprozess wegen Ehrverletzung und Betrugs aufgrund der Behauptung eines historischen Jesus Christus antwortete. Der Fall erlangte breites öffentliches Interesse, da es im Kern um die Klärung der Frage ging, ob es sich bei Jesus um eine fiktive (von der katholischen Kirche nur behauptete) oder aber um eine historische Figur handelt. Der Gerichtsprozess wurde ohne Entscheidung eingestellt.

## Werke
- Die Fabel von Christus. Eigenverlag, 2002 (italienisch: La favola di Cristo.).
- Lettera aperta al Vaticano. Eigenverlag, 2005.
- La morte di Cristo (Cristiani e cristicoli). Eigenverlag, 2007.
- Prefazione (Vorwort) zu: Giancarlo Tranfo: La croce di spine. Gesù: la storia che non vi è stata ancora raccontata. Chinaski Edizioni, 2008.